# 黏液性囊腺瘤
黏液性囊腺瘤（mucinous cystadenoma）是生长于卵巢呈黏液性的囊腺瘤，通常为良性肿瘤。黏液性囊腺瘤体积较大，切面常为多房，囊腔大小不一，囊肿间隔由结缔组织组成，囊液呈胶冻样，含黏蛋白或糖蛋白。
恶性肿瘤情况非常罕见，只占10%的黏液性囊腺瘤，以及5%的原发性卵巢恶性肿瘤病例。在15%-30%的病例中，病发于卵巢双侧，发病高峰期为40岁至70岁。